# El beso robado
El beso robado es un cuadro del pintor Jean-Honoré Fragonard, realizado en torno a 1790, que se encuentra en el Museo del Hermitage de San Petersburgo, Rusia.
Perteneciente a su época final, Fragonard realizó este lienzo dentro de una serie dedicada a los besos, tema agradable a la nobleza francesa de tiempos de Luis XVI. Posiblemente se imbuyó de la influencia de los pintores holandeses del siglo XVII, contemplados en una gira europea realizada poco antes de esta etapa.
Se representa a una jovencita sorprendida por un admirador que la besa en un gabinete, sala íntima de las casas palaciegas de la época. Detrás de la puerta entreabierta se percibe a varias damas conversando ajenas a la sorprendente visita del enamorado.
El mismo autor tiene otra obra con el mismo nombre de 1761.